# Drohung
Eine Drohung ist die glaubhafte Ankündigung einer unangenehmen Maßnahme gegen jemanden, um ihn in seiner zukünftigen Handlungsweise zu beeinflussen. Wird mit der Herbeiführung des Todes eines Menschen gedroht, spricht man auch von einer Todesdrohung.

## Soziologie
Soziologisch gesehen ist die Drohung eine negative soziale Sanktion.
Die Drohung kann zum Beispiel Menschen, die nicht gewillt sind, sich entsprechend den allgemein anerkannten „Spielregeln“ der Gerechtigkeit und des Moralempfindens zu verhalten, dennoch zu deren Einhaltung veranlassen. Obwohl der Begriff der Drohung im Allgemeinen negativ konnotiert ist, kommt der Drohung daher auch eine wichtige Bedeutung im friedvollen Zusammenleben der Menschen zu.

## Recht
Im Strafrecht ist eine „Drohung“ das Inaussichtstellen künftigen Übels, auf dessen Eintritt der – ausdrücklich oder schlüssig – Erklärende Einfluss hat oder zu haben vorgibt und dessen Verwirklichung er will, wobei das für den Bedrohten ernstlich sein soll und kann. Nach deutschem wie schweizerischem Strafgesetzbuch ist sie bei rechtswidrigem Einsatz als Mittel zur Nötigung strafbar, also als (bedingte) Androhung für den Fall, dass die bedrohte Person sich nicht zwingen lässt. Österreich verlangt zur Strafbarkeit allerdings eine gefährliche Drohung.  Als schwere Drohung mit der Wirkung, jemanden in Schrecken oder Angst versetzt zu haben, ist sie in der Schweiz strafbar, wird aber nur bei Drohung unter auf unbestimmte Zeit verpartnerten oder vermählten Lebensgefährten von Amts wegen verfolgt. Trifft es die Bevölkerung und ging es um Leib, Leben oder Eigentum, ist das Drohen als Schreckung der Bevölkerung strafbar. In Österreich entspräche das etwa dem Landzwang, § 275 StGB (Österreich). In Deutschland galt der dann als Bedrohung bezeichnete Straftatbestand bis 2021 bei Drohung mit einem gegen einen Menschen oder eine ihm nahestehende Person gerichteten Verbrechen, also mit einer gesetzlich mit mindestens einem Jahr Freiheitsstrafe bedrohten Verfehlung; seither genügt die Ankündigung einer rechtswidrigen Tat gegen die sexuelle Selbstbestimmung, die körperliche Unversehrtheit, die persönliche Freiheit oder gegen eine Sache von bedeutendem Wert, während für Drohung mit Verbrechen oder öffentliche oder verbreitete Bedrohung ein erhöhter Strafrahmen gilt und die Verfolgung vom Strafantrag Betroffener abhängen kann. Dem, der zudem mit bestimmten schwereren Delikten in einer Weise, die sich zur Störung des öffentlichen Friedens eignete, droht, drohen wegen Störung des öffentlichen Friedens ebenfalls bis zu drei Jahre Freiheitsstrafe.
Im Zivilrecht regelt das deutsche BGB die Anfechtbarkeit einer Willenserklärung, die unter der Einwirkung einer widerrechtlichen Drohung abgegeben wurde.
Eine Drohung kann erlaubt und legal oder aber eine widerrechtliche Drohung sein.

## Pädagogik
Im pädagogischen Alltag hat die Drohung den Charakter einer Verwarnung. Der Educandus soll durch die Drohung auf sein Fehlverhalten hingewiesen und zur Besserung aufgefordert werden, indem er auf die Folgen aufmerksam gemacht wird, die eintreten, wenn das Verhalten sich nicht im Sinne des Erziehers ändert.
Die Drohung kann sich auf kognitive Lernbereiche ebenso beziehen wie auf Bereiche des Verhaltens. Sie kann einen allgemeinen unspezifischen Charakter haben, der lediglich den Unwillen des Erziehers (verbal oder mimisch) ausdrückt oder auch die Ankündigung einer konkreten Bestrafung beinhalten.
Obgleich die Drohung in der Erziehungswissenschaft als eine Maßnahme bezeichnet wird, die im Vorfeld der pädagogisch verstandenen Strafen anzusiedeln sei, so gibt es doch bereits bei großen Pädagogen vergangener Jahrhunderte Hinweise darauf, dass diese Methode nicht unproblematisch ist. Montaigne, Fenelon oder der Pietist August Hermann Francke warnten vor den oft unterschätzten Folgen einer häufigen Bedrohung des Kindes.
Rousseau schrieb in seinen Memoiren über seine Erzieherin, Fräulein Lambercier: „Ziemlich lange ließ sie es bei der bloßen Drohung bewenden, und diese Drohung mit einer Züchtigung, die mir fremd war, kam mir recht schrecklich vor. Als sie aber zur Anwendung gelangte, fand ich die Erfahrung weniger furchtbar als die Angst davor....“

## Rhetorik
In der Rhetorik stellt eine Drohung (lateinisch argumentum ad baculum, englisch appeal to force, appeal to power, appeal to bribery, argument to the cudgel oder appeal to the stick) den Versuch dar, eine Schlussfolgerung mit Macht oder Gewalt anstatt mit Vernunft zu rechtfertigen. Anstatt sachliche Argumente vorzubringen, wird also versucht mittels Einschüchterung bis hin zur Gewaltanwendung die eigene Meinung oder ein gewünschtes Verhalten einer anderen Person aufzuzwingen. Die Drohung ist somit ein informeller Fehlschluss und ein Scheinargument.

## Zitate
„Die Drohung ist mächtiger als die Ausführung.“